# Jezioro Oporzyńskie
Jezioro Oporzyńskie – jezioro w woj. wielkopolskim, w powiecie wągrowieckim, w gminie Wągrowiec, leżące na terenie Pojezierza Chodzieskiego.

## Dane morfometryczne
Powierzchnia zwierciadła wody według różnych źródeł wynosi od 17,1 ha przez 17,5 ha do 20,52 ha.
Zwierciadło wody położone jest na wysokości 87,6 m n.p.m. lub 88,5 m n.p.m. Średnia głębokość jeziora wynosi 1,2 m, natomiast głębokość maksymalna 1,7 m.